# Bulbophyllum brevipedunculatum
Bulbophyllum brevipedunculatum là một loài thực vật có hoa trong họ Lan. Loài này được T.C.Hsu & S.W.Chung mô tả khoa học đầu tiên năm 2008.